# Малика Собирова
Малика Абдурахмоновна Собирова (на таджикски: Малика Абдураҳмоновна Собирова) е таджикска съветска балерина и педагожка.
Смятана е за най-известната таджикска балетистка. Печели златен медал на Международния балетен конкурс във Варна, България през 1969 г.

## Биография
Собирова е родена на 22 май 1942 г. в Сталинабад, столицата на Таджикистан. Баща ѝ Ибрахим Собиров е музикант, а майка ѝ Мадина Собирова е медицинска сестра. От дете обича балета и посещава операта с баща си.
Като младо момиче Собирова проявява упорство и отказва да сключи уреден брак, каквато е преобладаващата за времето практика. Вместо това тя преследва таланта си в танците. Завършва обучението си по танци в Ленинградската хореографска академия (балетно училище „Ваганова“), откъдето се дипломира през 1961 г.
През 1961 г., след дипломирането си, Собирова се завръща в Душанбе и се присъединява към Театър „Онегин“. Още през първия си сезон започва да изпълнява солови и главни роли.
През май 1964 г. започва подготовката ѝ за първия Международен балетен конкурс във Варна, като нейни учители са Асаф Месерер и Галина Уланова. Сътрудничеството с тях продължава и след състезанието – Собирова многократно ги посещава в Москва за репетиции.
През 1965 г. Собирова гастролира с трупата на Болшой театър във Великобритания и Ирландия, като нейни партньори са Владимир Василиев, Борис Хохлов и Владимир Тихонов, а през 1966 г. с група солисти на Болшой театър и Ленинградския театър за опера и балет посещава Индия и Япония, като неин партньор е Никита Долгушин. През годините танцува на балетните сцени в Турция, Иран, Египет, Чехословакия, Куба, Норвегия, България, Унгария, Австралия, Франция и др.
Собирова владее всички класически форми на балет и печели няколко международни награди. Тя е популярна балерина в Съветския съюз.

## Награди
Собирова получава първа награда на Международния балетен конкурс „Чайковски“ в Москва. През 1969 г. печели златен медал на Международен балетен конкурс, който се провежда във Варна, България. Носителка е и на орден „Знак на честта“ на ЦК на Таджикския комсомол. Първият международен конкурс за балетни танци, проведен в Душанбе, е кръстен на нея; Михаил Горбачов я поздравява по повода.